# Лікійська стежка
Лікійська стежка - промаркований маршрут для  пішохідного туризму на півдні Туреччини.
Офіційний початок Лікійської стежки — великий жовтий транспарант. Він розміщений за селищем Олюденіз курортного району Фетхіє.
Загальна протяжність маршруту - 540 км. Фініш Лікійської стежки — селище Геїкбаїри (Geyikbayırı) біля Анталії.

### Етимологія назви
Туристична стежка отримала свою назву від історичного регіону, держави та провінції Римської імперії Лікії.

### Особливості маршруту
- Стежка промаркована біло-червоно-білими смуговими мітками, відповідно до європейської угоди Grande Randonnee.

- Довжина стежки не дозволяє багатьом туристичним групам пройти її всю, за один раз. Тому більшість туристів за один похід іде Західною або Східною частиною Лікійської стежки.

- Значна частина стежки прокладена у гірській місцевості, іноді вона спускається до моря, а потім знову розвертається у напрямку вглиб півострова.

- Основа маршруту — стежки мулів, пішохідні стежки, сільські дороги, фрагменти античних доріг.

- Найбільш сприятлива пора року для проходження Лікійської стежки — весна й осінь. Бо літом занадто жарко, а взимку шлях ускладнюють рясні дощі.

### Нитка маршруту
Олюденіз — Кабак — Киник (Ксанф) — Акбель — Гелеміш і руїни Патари — Калкан — Каш (Антіфеллос) — Учагиз — Демре (Кале) — Мира — Кумлуджа — Зейтін — Алакілісе. Тут стежка досягає позначки 1811 м над рівнем моря. Далі — Белос — Аксу — Манавгат — Мавикенідж — Карайоз — Олімпос — Чірали.
Далі стежка розгалуджується й йде або вздовж берега: Текірова — Фаселіс — Асагікуздере — яйла Гейнюк — Хісарчандир. Або всередину материка: Улупінар — Бейджик — Верхній Бейджик — яйла Куздере — яйла Гьойнюк — Гедельме — Хісарчандир.

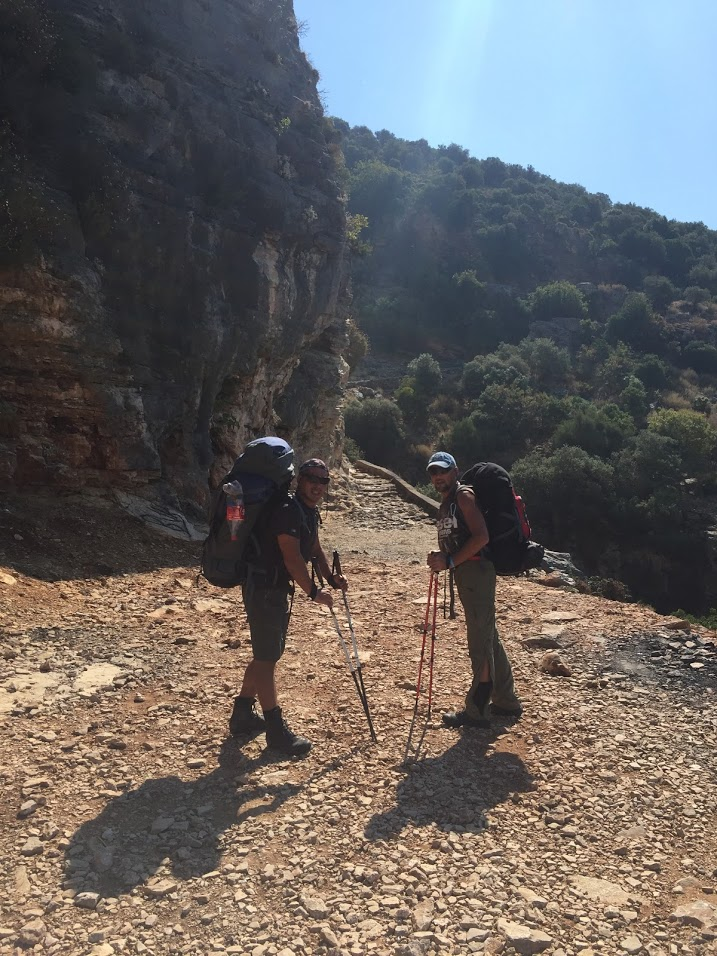
Лікійська стежка. Мугла. Фрагмент дороги з античних часів

### Складність маршруту
Складність маршруту відповідає походу вихідного дня, походу 1-ї та 2-ї категорії складності. Пересування на маршруті не потребує спеціального спорядження.

### Природа на маршруті
Територія, вздовж якої проходить Лікійська стежка, знаходиться у субтропічному кліматичному поясі, у його вологому підтипі. Природа на маршруті - флора та фауна зони середземноморських вічнозелених твердолистих лісів та чагарників та висотної поясності: стартові субтропічні середземноморські ліси, які з висотою змінюють широколисті ліси, хвойні ліси, альпійські луки, кам'янисті пустелі . У зону вічних снігів і льодовиків могли б потрапити ті, хто буде підійматися на вершину гори Тахтали, але її висота нижча снігової лінії, тому з червня по жовтень гора позбавляється свого снігового покриву.

## Галерея

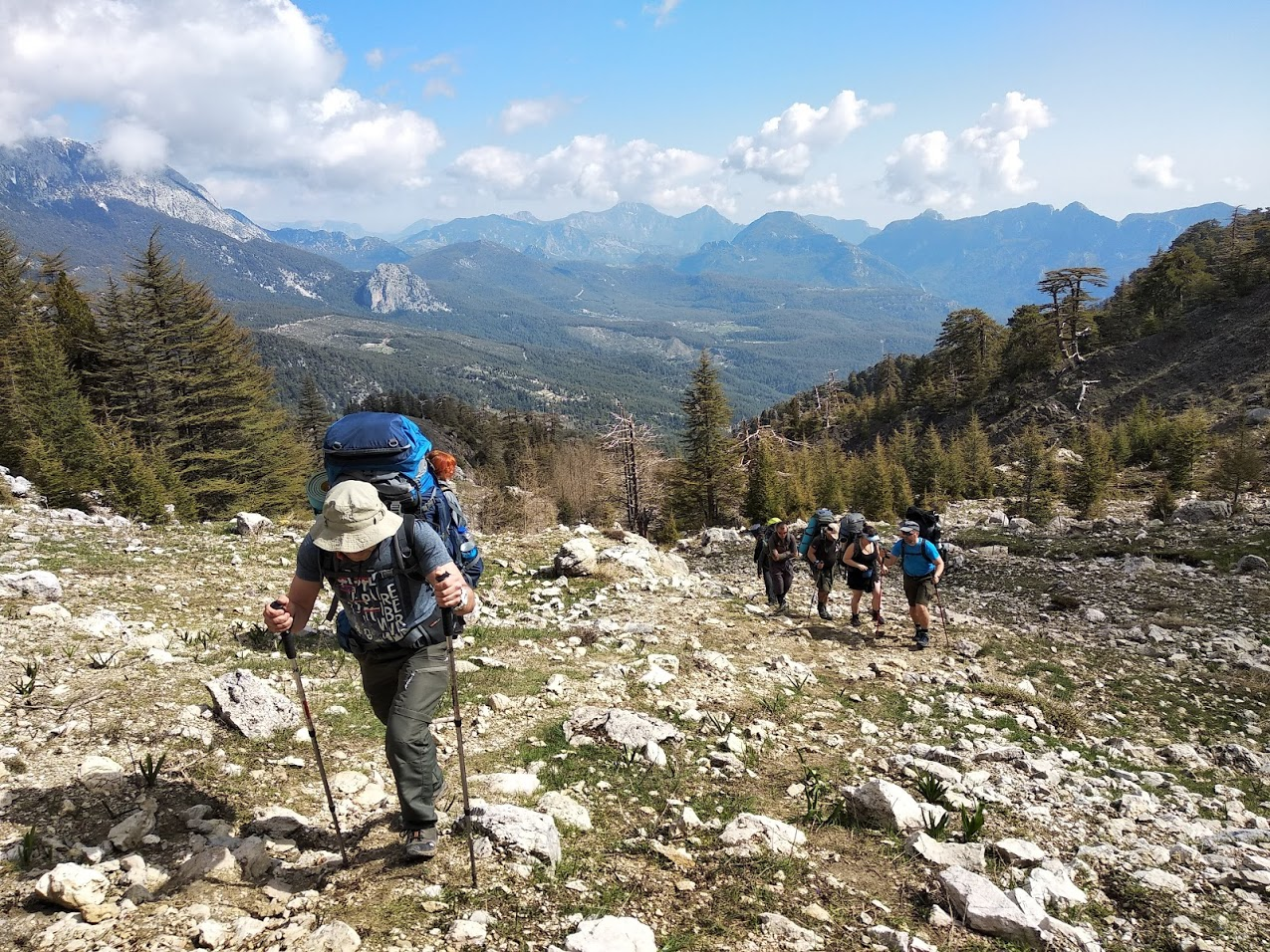
Похід Лікійською стежкою. Чукур-яйла. 2019 рік
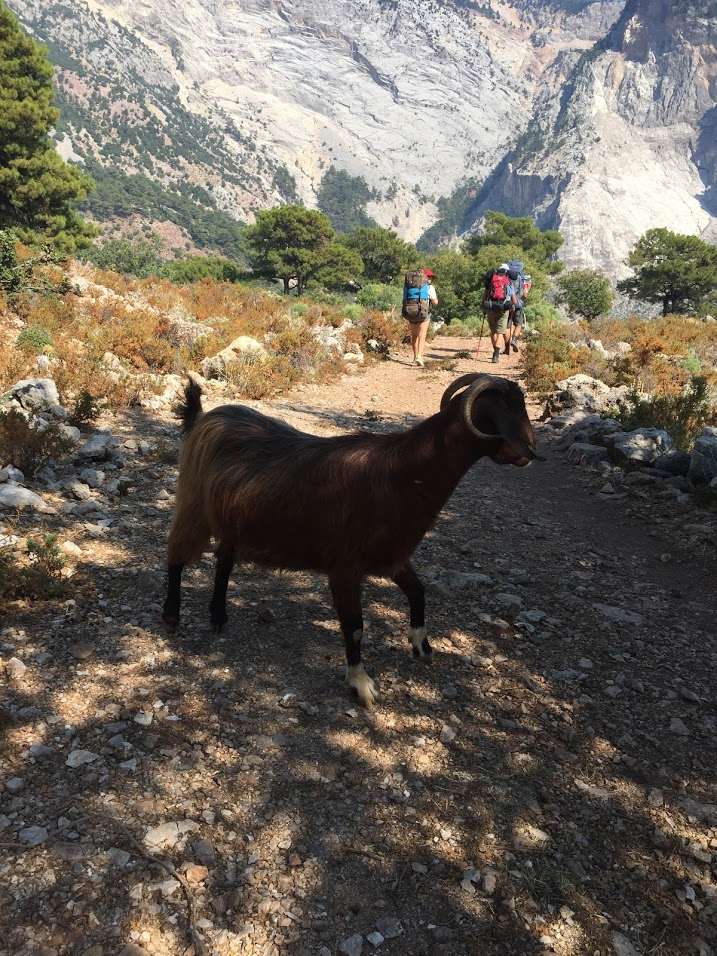
Лікійська стежка. Західна частина. 2019